# Borewitz (Adelsgeschlecht)

Wappen Slepowron

Borewitz auch Curewa von Borewitz oder Borewitz-Cureva, polnisch Borewicz, ist der Name eines kurländisch-preußischen Adelsgeschlechts.
Die Familie wird von den Borewicz (Wappen Prus), welche seit dem 16. Jahrhundert im Kreis Kauen ansässig waren, und den Borewicz (Wappen Radwan) unterschieden. Eine Stammverwandtschaft zwischen den gleichnamigen, jedoch wappenverschiedenen Geschlechtern ist dennoch nicht ausgeschlossen, teilweise sogar naheliegend.

## Geschichte
Die von Borewitz sollen ihren Beinamen Cureva (Corewa, Kurewa, Korewa) von ihrem Stammgut in Litauen führen. Sie konnten sich zunächst nach Kurland ausbreiten, wo sie Eheallianzen u. a. mit den von Keyserlingk, von Tiesenhausen, von Huene, von der Brincken und den von Glasenapp eingingen. Noch vor 1800 begaben sich Angehörige in preußischen Militärdienst und besaßen um die Jahrhundertwende in Ostpreußen die Güter Polennen, Linkau, Barücken, Gedau und Georglack. Verschwägerungen bestanden hier mit den von Niesewand, von Fresin, von Auer, von Gersdorff, von Creutz, von Brunnow sowie mit den von Dargitz. In der 1. Hälfte des 19. Jahrhunderts verbreitete sich die Familie auch im europäischen Russland, wo sie mehrere Ärzte hervorbrachte und mit den von Pellmoff, von Jung, und von Petrine verschwägert waren. In der 2. Hälfte des 19. Jahrhunderts standen fortgesetzt Söhne der Familie als Offiziere in der Preußischen Armee, auch waren die Borewitz in Posen begütert. Während die beiden preußischen Linien um 1900 erloschen sind, besteht die kurländische Linie bis in die Gegenwart in der Republik Polen fort.

## Namensträger
Borewicz Prus
- Samuel Borewicz, 1706–1708 Mundschenk, des Kreis Kauen
- Antoni Borewicz, 1713–1754 Mundschenk, des Kreis Kauen
- Nikodem Borewicz, 1764 Starost von Pomtumelski, Kreis Kauen
- Józef Borewicz, 1765–1777 Landrichter des Kreis Kauen

Borewitz Ślepowron
- Albert von Borewitz (1799–1842), preußischer Premierleutnant im 27. Infanterie-Regiment[3]
- Wilhelm von Borewicz (1806–1890), Dr. med. in verschiedenen Funktionen in Bauske und Kauen, russischer Hofrat, Ritter des St.-Stanislaus-Ordens III. Klasse, Erbherr auf Kossaken[4]
- Eduard von Borewitz (1816–1895), 1870 Corps-Student beim Corps Masovia in Königsberg, Gutsbesitzer in Ernstburg[5]
- Wilhelm Borowicz (1882–1951), Professor an der Technischen Universität in Lwow[6]

## Wappen
Das Wappen ist das der Wappengenossenschaft Slepowron (siehe Weblinks). In Blau ein oben mit einem kleinen, goldenen Kavalierskreuz geziertes, silbernes Hufeisen, auf welchem ein schwarzer Rabe, im Schnabel einen goldenen Ring haltend, steht. Auf dem Helm mit blau-silbernen Decken der Rabe.